# ديانا فرانكو
ديانا فرانكو (بالإسبانية: Diana Franco)‏ هي ممثلة كولومبية، ولدت في 31 أغسطس 1966 في مدينة كالي في كولومبيا.

## وصلات خارجية
- ديانا فرانكو على موقع IMDb (الإنجليزية)